# Hananiah ben Hezekiah ben Garon
Hananiah ben Hezekiah ben Garon (in ebraico חנניה בן חזקיה בן גרון‎?, o in breve חנניה בן חזקיה, "Hananiah ben [figlio di] Hezekiah") (... – Israele, ...; fl. I secolo a.C.-I secolo) è stato un rabbino ebreo antico, saggio Tanna, contemporaneo della Casa di Shammai e di quella di Hillel il Vecchio.

## La "Megillat Taanit"
Paternità della Megillat Taanit è attribuita a Hananiah ben Hezekiah nella Gemara, Trattato Shabat 